# تيري بروكس
تيري بروكس (بالإنجليزية: Terrence Dean Brooks) Terry Brooks هو كاتب أدب خيالي أمريكي. من كُتُبِهِ اِحتَلَّ 22 كتاب أمكنة في قائمة النيويورك تايمز لأكثر الكتب مبيعاً، طبعت من كتبه أكثر من 21 مليون نسخة، ويعتبر أحد أكثر كتاب الأدب الخيالي مبيعاً في الوقت الحالي.

## وصلات خارجية
- تيري بروكس على موقع IMDb (الإنجليزية)
- تيري بروكس على موقع ميوزك برينز (الإنجليزية)
- تيري بروكس على موقع إن إن دي بي (الإنجليزية)
- تيري بروكس على موقع قاعدة بيانات الفيلم (الإنجليزية)

- تيري بروكس  على قاعدة بيانات الخيال التأملي على الإنترنت